# Frank Vanhecke
Frank Arthur Hyppolite Vanhecke, född 30 maj 1959, är en belgisk politiker.

## Politisk karriär
Frank Vanhecke inledde sin karriär under studietiden i Jong Studentenverbond och senare Nationalistische Studentenvereniging. Han sade upp sitt medlemskap i Volksunie 1977 efter att det ställde sig bakom ett omdebatterat paket för federala reformer. Vanhecke gick därefter med i Vlaams Nationale Partij, föregångaren till det högerextrema och nationalistiska Vlaams Blok.
Han klättrade snabbt inom partiet, blev dess press- och medieansvarig 1986 och arbetade från 1989 som assistent åt Karel Dillen i Europaparlamentet, till dess att han själv valdes in i samma parlament 1994. Efter en kort period i Belgiens senat återvände han till Europaparlamentet efter valet 2004.
Vanhecke sitter i utskottet för medborgerliga fri- och rättigheter samt rättsliga och inrikes frågor, och är ersättare i utskottet för utveckling och medlem i delegationen för relationer med Schweiz, Island och Norge och samarbetsskommittén med Europeiska ekonomiska samarbetsområdet (EES). Hans röstningshistorik visar hans starka stöd för det ofödda barnets rätt till liv.
När Karel Dillen lämnade posten som partiledare för Vlaams Blok 1996 tillförordnades Vanhecke som hans efterträdare. Han valdes till posten 2001.
I november 2004 upplöstes Vlaams Blok och ett nytt politiskt parti grundades under namnet Vlaams Belang. Vanhecke utsågs till partiledare för det nya partiet och innehade posten fram till 2008, då han efterträddes av Bruno Valkeniers.